# Landeschwelle

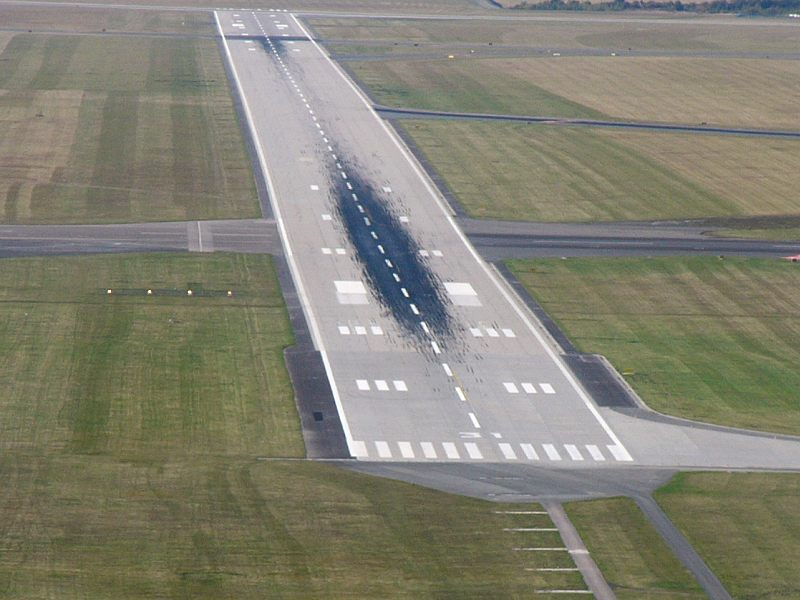
Landeschwelle am Beginn der Landebahn ohne gesonderte Kennzeichnung (weißer Querbalken).

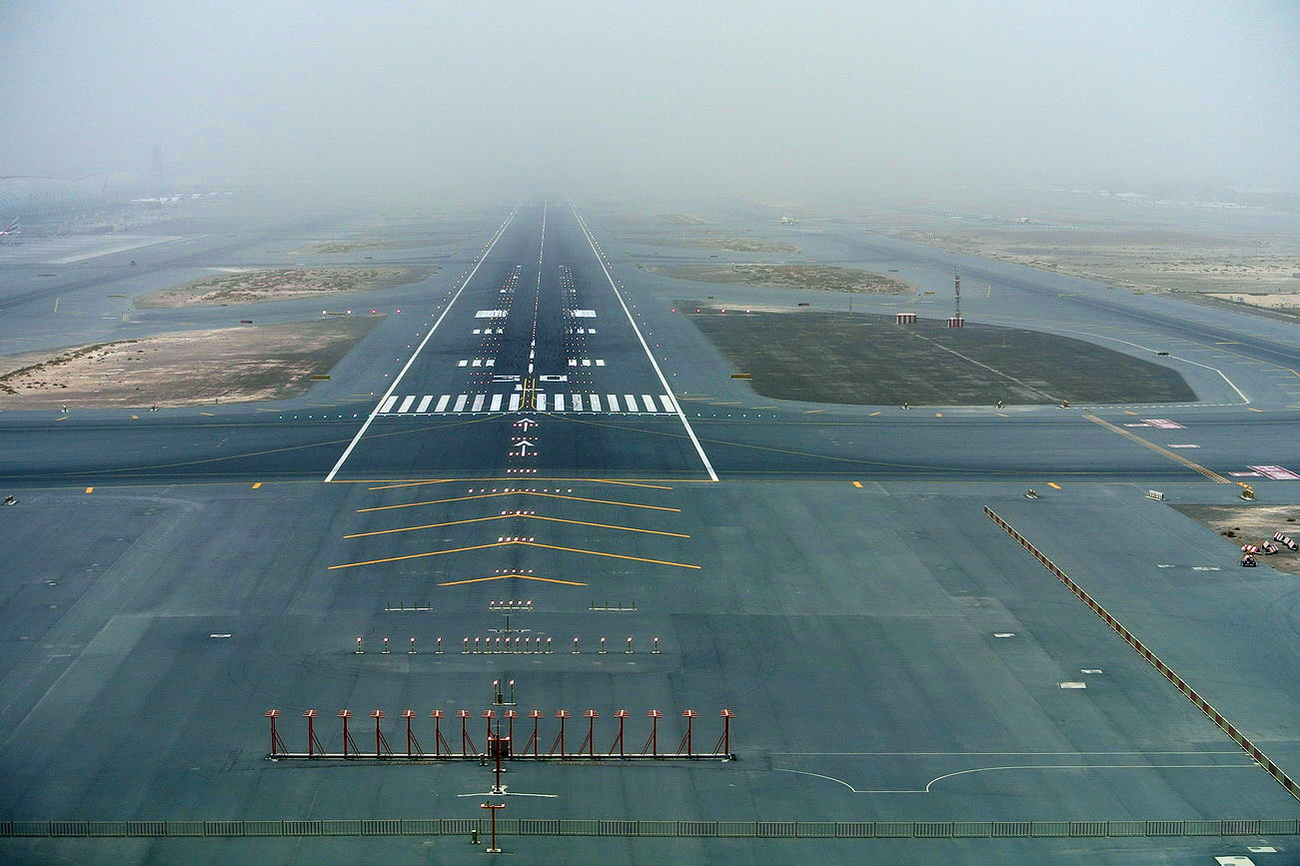
Versetzte Landeschwelle in Dubai, deren Markierung (weißer Querbalken) hier jedoch kaum zu erkennen ist.

Eine Landeschwelle oder Schwelle, (englisch threshold, THR) ist der Punkt auf einer Landebahn, an dem die bei einer Landung zur Verfügung stehende Strecke beginnt. Die Landeschwelle liegt normalerweise am Beginn der Start-/Landebahn. Ihre Position kann mit weißer Farbe als durchgehender Querbalken auf der Landebahn gesondert gekennzeichnet sein. In Fällen, wo die Landeschwelle vom Beginn der Start-/Landebahn weiter nach hinten versetzt wurde (englisch displaced threshold), ist eine solche Markierung Pflicht. 
Als zusätzliche Markierung für die Landeschwelle kann das auffällige „Threshold Marking“ (eine Zebrastreifen-ähnliche Kennzeichnung) vorhanden sein, das für bestimmte Landebahnen auch vorgeschrieben ist. Diese Markierung befindet sich dann sechs Meter hinter der Landeschwelle. Bei Dunkelheit wird die Landeschwelle besonders beleuchtet (befeuert).
Die Landeschwelle ist nicht identisch mit dem Aufsetzpunkt.

## Versetzte Schwelle

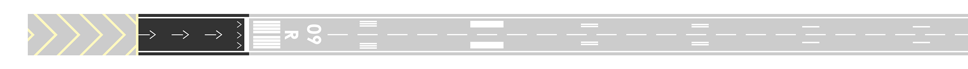
Versetzte Landeschwelle mit entsprechender Querbalken-Markierung.

Im Regelfall liegt die Landeschwelle am Beginn der betonierten Fläche der Start- und Landebahn. Es gibt aber auch Landebahnen mit einer versetzten Schwelle (englisch displaced threshold). Ein landendes Flugzeug erzeugt bei der Landung einen besonders hohen Druck auf die Landebahn, die dafür auch ausgelegt sein muss. Aus Hindernisgründen (Anflugfläche wird von Luftfahrthindernissen durchdrungen) wird die Schwelle nach innen verschoben.
Auch wegen Bauarbeiten kann die Schwelle zeitweise versetzt sein. Versetzte Schwellen sind besonders gut an der Außenfeuerkette (grüne Befeuerung), sofern eine vorhanden ist, zu erkennen.
Für den Start können die Piloten der Flugzeuge auch den Abschnitt der Bahn vor der Landeschwelle benutzen, falls dies nicht örtlich anders geregelt ist. Eine Landeschwelle ist nur für die Landung relevant, nicht jedoch für den Start. Für die Landung darf nur der Teil der Bahn hinter der Landeschwelle benutzt werden.